# Centro Rey Juan Carlos I de España
El Centro Rey Juan Carlos I de España, o King Juan Carlos I of Spain Center por su nombre en inglés, es un centro de investigación de la Universidad de Nueva York ubicado en Washington Square Park en Nueva York, Estados Unidos. La misión del centro es de promover la investigación y enseñanza sobre España y el mundo Hispano (Hispanoamérica, Guinea Ecuatorial, Sáhara Occidental  y Filipinas) en la universidad. El centro organiza numerosas charlas, jornadas de puertas abiertas, eventos y seminarios sobre el mundo hispano que son gratis y abiertas al público.

## Historia

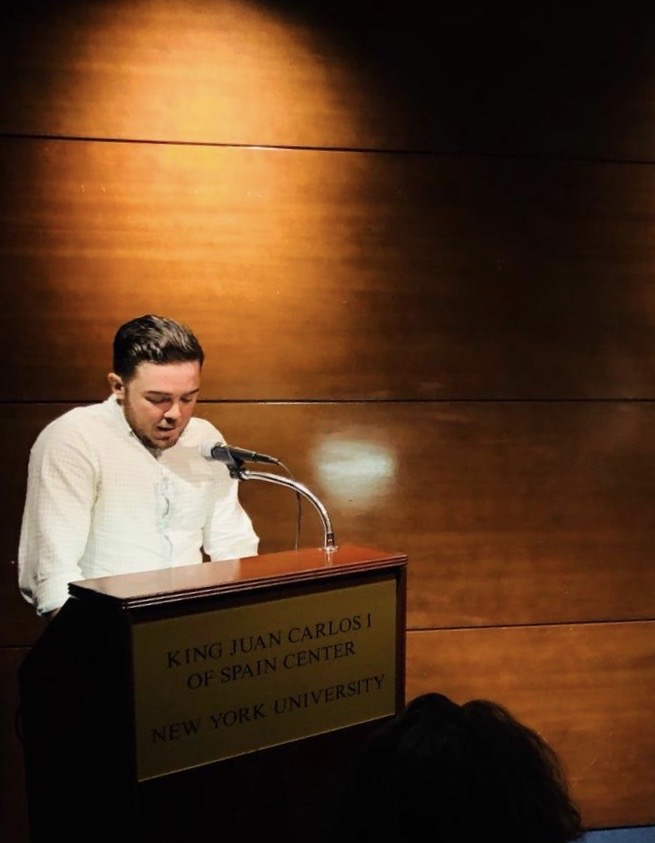
El escritor español Carlos Contreras Elvira durante una conferencia en el Centro Rey Juan Carlos I de España.

El centro fue concebido en los años 1980 y fundado finalmente en abril de 1997 por John Brademas, presidente de la Universidad de Nueva York. El centro fue inaugurado con la presencia del mismo rey Juan Carlos I de España, la Reina Sofía y la entonces primera dama de los Estados Unidos, Hillary Clinton. El centro homenajea al rey Juan Carlos I por su liderazgo y defensa de la democracia.

## Benefactores
El centro cuenta con varios benefactores que apoyan la investigación en el centro con fundaciones y empresas tanto españolas como estadounidenses como la Fundación "la Caixa", Coca-Cola, Grupo Endesa, Fundación Ramón Areces, Iberdrola, Morgan Stanley, Pfizer, Renfe y Telefónica.